# Federacija Bosne in Hercegovine
Federacija Bosne in Hercegovine (krajše Federacija BiH) je poleg Republike Srbske ena od dveh političnih entitet, ki sestavljata državo Bosno in Hercegovino. Površinsko zaseda 51 % državnega ozemlja, demografsko pa območja večinsko bošnjaškega in hrvaškega prebivalstva - ne glede na to so bili po odločitvi ustavnega sodišča Srbi prepoznani kot tretja narodnost federacije, kar se je zgodilo tudi z bošnjaškimi in hrvaškimi prebivalci Republike srbske.
Federacija je nastala po Washingtonskem sporazumu 18. marca 1994, ki je ustanovil ustavodajno skupščino. Njen nastanek, kot tudi nastanek druge entitete, je bil v času pogajanj za končanje bosanske vojne učinkovita razdelitev sprtih strani v poddržavne politične enote, ki so vsaj približno ustrezale demografski razmejitvi BiH. V današnjem času ima Federacija BiH svojo prestolnico Sarajevo, predsednika, vlado, parlament, carinski sistem in policijo, pošto ter letalsko družbo. Upravno je federacija razdeljena na deset kantonov.